# Amici Israel
Das Opus sacerdotale Amici Israel  (Priesterliche Vereinigung der Freunde Israels) waren eine Gruppe von 3.000 Priestern, 328 Bischöfen, Erzbischöfen und 19 Kardinälen, unter ihnen der Münchner Erzbischof Michael von Faulhaber. Sie wurde 1926 in Rom gegründet. Zu den Hauptinitiatoren gehörte Sophie van Leer, eine zum Katholizismus konvertierte und mit Faulhaber in engem Kontakt stehende holländische Jüdin, der Franziskaner Laetus Himmelreich und der Kreuzherr Anton van Asseldonk.

## Ziel der Vereinigung
Ziel der Vereinigung war die Förderung der Versöhnung von Juden und Christen und dabei insbesondere der Katholiken. In einer Zeit des steigenden Antisemitismus in ganz Europa war es die Absicht dieser hohen Würdenträger, Priester und Ordensleute, die Freundschaft mit dem Volk des Alten Bundes zu betonen. Christen sollten verstehen lernen, dass das Alte und das Neue Testament zusammengehören und die jüdische Wurzel des Christentums nicht vernachlässigt werden darf. Bis im Jahre 2003 einige bis dahin nicht einsehbare Bestände im Vatikanischen Geheimarchiv für die Forschung geöffnet wurden, nämlich Akten aus der Zeit des Pontifikates von Papst Pius XI. (1922–1939), war wenig von dieser Priestervereinigung bekannt. Hubert Wolf fand in den Akten der Glaubenskongregation, der Nachfolgebehörde der Römischen Inquisitions- und Indexkongregation, einen Faszikel über die „Amici Israel“, vor allem über ihre Forderung, die Karfreitagsfürbitte bezüglich der Juden grundsätzlich zu reformieren. Diese Forderung sorgte, so Wolf, 1928 in Rom für große Aufregung.
Am 2. Januar 1928 reichte der Vorsitzende der Amici Israel, Benedikt Gariador (1859–1936), eine schriftliche Eingabe bei Papst Pius XI. ein, in der er um die Entfernung oder Ersetzung der Ausdrücke perfidis/perfidia und um die Zulassung des Kniefalls in der Judenfürbitte bat. Die wahrscheinlich von Anton van Asseldonk und Laetus Himmelreich verfasste Denkschrift argumentierte wie folgt:
- Historisch hätten die Christen sehr früh für die Umkehr der Juden zu Christus, nicht für ihre Bekehrung zum Christentum gebetet.
- Der Ausdruck perfidus sei ursprünglich nur auf konkrete Gesetzesverstöße bestimmter Juden bezogen, erst später als „völlige Verderbtheit“ verstanden und damit zur unveränderlichen Charaktereigenschaft aller Juden umgedeutet worden.
- Der angebliche höhnische jüdische Kniefall vor Jesus sei im Neuen Testament unbelegt und eine später hinzugefügte Fiktion.
- Das Gebet werde heute als Argument für einen Antisemitismus missbraucht, den auch die katholische Kirche propagiere, sogar in ihren Gottesdiensten.
- Daher solle man perfidiam Judaicam durch plebem Judaicam (das „jüdische Volk“) ersetzen, wie es in einer Handschrift des Manuale Ambrosianum aus dem 11. Jahrhundert bereits einmal der Fall gewesen sei.

Papst Pius XI. übergab das Anliegen der Amici Israel der zuständigen Ritenkongregation. Die zuständige Liturgiekommission der Ritenkongregation bestellte den Benediktiner Alfredo Ildefonso Schuster zum Gutachter. Er war Abt der Abtei St. Paul vor den Mauern und ein Fachmann für die Liturgie der Alten Kirche. Schuster empfahl vorbehaltlos die Annahme der Vorschläge der Amici Israel. Er legte dar, dass der Antrag berechtigt sei. Das Wort „perfidus“, das theologisch einen Mangel oder eine Verfinsterung im Glauben bedeutet, habe diese Bedeutung im modernen Sprachgebrauch verloren; es würde nur als „perfid“ im heute herkömmlichen Sinn verstanden werden. Dies mache – so Schuster – eine Streichung des „perfidus“ notwendig. Die Ritenkongregation begrüßte das Votum und sprach sich für die Reform aus.
Die Ritenkongregation legte Schusters Votum dem Heiligen Offizium zur Entscheidung vor. Dieses konsultierte zunächst den Dominikaner Marco Sales, der als päpstlicher Hoftheologe und Vertreter konservativer katholischer Bibelauslegung galt. Sales gestand zunächst zu, dass vom Standpunkt des Glaubens und der Lehre aus nichts gegen die vorgeschlagene Weglassung einzuwenden sei. Doch vom Standpunkt der Tradition sprach er sich gegen eine Änderung aus:
- Alle kritisierten Teile der Judenfürbitte, auch das Weglassen des Kniefalls und des Amen, seien schon in der Alten Kirche aufgekommen. Als „altehrwürdige, bis in die Antike zurückreichende heilige Liturgie“ entzögen sie sich jeder Reformierbarkeit.
- Würde man einem Privatverein solche Eingriffe in diese Tradition zubilligen, käme man zu keinem Ende und könne ebenso gut die Streichung anstößiger Passagen im apostolischen Credo, der Improperien und der Fluchpsalmen aus der Liturgie erlauben. Diese enthielten für Juden wesentlich härtere Formulierungen.
- Perfidus bedeute immer schon einen Wort- und Vertragsbruch: Genau dies werfe Gott selbst den Juden in der Bibel vor. Dazu verwies Sales auf Dtn 31,16.20.27; Ps 78,57; 2Kön 17,15 und Apg 7,51.
- So wie Gott nur mit den Juden einen Bund geschlossen habe, hätten auch nur diese diesen Bund gebrochen und setzten dieses ständig fort: Darum sei der Ausdruck perfidus im Unterschied zu den Heiden für sie angemessen.
- Niemand könne Pius V., den Autor des Missale Romanum, des Antisemitismus bezichtigen, da er sich immer für die Juden eingesetzt habe.
- Mt 27,25 EU zufolge hätten die Juden die Verantwortung für die Kreuzigung Christi übernommen.

Darum gebe es keinen plausiblen Grund, den Vorschlag der Amici Israel anzunehmen: Nihil esse innovandum („Nichts ist zu erneuern“).
Rafael Merry del Val, der als Vertreter des Antimodernismus zum Sekretär des Offiziums ernannt worden war, schloss sich diesem Gutachten an. Er war im Vorjahr selbst Mitglied der Amici Israel geworden, da er sie für einen frommen katholischen Verein hielt, der möglichst viele Juden durch die Kraft des Gebets zu Christus und der katholischen Kirche bekehren wolle. So erhielt er ihre Einladung zur Jahresversammlung nach Rom für den Februar 1928. Dadurch erfuhr er, dass die Amici Israel nicht nur betend Judenmission treiben, sondern die Reform der Karfreitagsbitte und den Zionismus öffentlich diskutieren und dafür werben wollten. Daraufhin leitete er sofort eine Untersuchung des Amici-Programms Pax super Israel ein, um es verbieten zu lassen. Um das Indizierungsverfahren abzukürzen, stellte er selbst die Anzeige, die sonst nur von außen zulässig war, und forderte ein päpstliches Dekret, um das sonst erforderliche Gutachten und dessen doppelte Prüfung durch Konsultoren und Kardinäle zu umgehen. Mithilfe des Papstes wollte er den Amici die Rechtgläubigkeit aberkennen und ihre Reformziele blockieren.
In geheimen Beratungen formulierten del Val und Pius XI. ein am 14. März 1928 veröffentlichtes Dekret, das den Rasse-Antisemitismus als unchristlich verurteilte, aber zugleich von einem christlichen Antijudaismus unterschied, für den es Gründe gebe. Die Gruppe Amici Israel wurde verboten und ihre Leiter durch Vorladungen und Verhöre genötigt, ihre Anschauungen vollständig zu widerrufen.